# Mull of Kintyre
Koordinaten: 55° 18′ 39,6″ N, 5° 48′ 14,4″ W
Das Mull of Kintyre (schottisch-gälisch Maol Chinn Tìre, Aussprache [mɯːlˠ̪ çiɲˈtʲʰiːɾʲə]; mull in Schottland für Kap, Vorgebirge; von schottisch-gälisch maol = „kahl“) ist das Irland am nächsten liegende Kap im Süden der schottischen Halbinsel Kintyre westlich von Glasgow.
Der südlichste Punkt der Halbinsel heißt Rubha Chlachan. Von dort aus erstreckt sich die Halbinsel 70 Kilometer (mit Knapdale etwa 90 Kilometer) nach Norden. Vom Kap aus ist die nördliche Küste von Antrim in Nordirland mit Rathlin Island zu sehen. Die Felsinsel Ailsa Craig ist im Osten des Kaps zu sehen.

## Hubschrauberunfall
Am 2. Juni 1994 wurde ein Chinook-Hubschrauber der britischen Royal Air Force (RAF) mit dem  Luftfahrzeugkennzeichen ZD576 am Mull of Kintyre ins Gelände geflogen. Bei diesem CFIT (Controlled flight into terrain) wurden alle 29 Insassen getötet, vier Besatzungsmitglieder und 25 Passagiere (darunter fast alle führenden Nordirland-Experten des Vereinigten Königreiches). Nachdem ein RAF-Untersuchungsausschuss 1995 zunächst erklärt hatte, dass es keinen eindeutigen Grund für den Unfall finden könne, wiesen zwei Air Marshals die Schuld den Piloten zu, die bei dichtem Nebel zu schnell und zu niedrig geflogen seien. Diese Beurteilung führte zu Kontroversen und Forderungen, den Vorfall neu zu untersuchen. Im Jahr 2002 widersprach ein parlamentarischer Untersuchungsausschuss der Schuldzuweisung. Im Jahr 2008 erklärte der damalige britische Verteidigungsminister John Hutton, dass eine neue Untersuchung ergeben hätte, dass doch ein Pilotenfehler vorgelegen habe. Zweifel kamen auf, als Mängel an der Software des Bordcomputers des Hubschraubers bekannt wurden.
Im Juli 2011 entschuldigte sich der damalige Verteidigungsminister Liam Fox bei den Familien der Piloten für die Schuldzuweisung und erklärte, dass es keinen Beweis dafür gebe, dass die Piloten fahrlässig gehandelt hätten.

## Sonstiges
Auf der Spitze befindet sich der 1788 errichtete Leuchtturm Mull of Kintyre Lighthouse.
Das Kap wurde 1977 weltweit bekannt, als Paul McCartney, der in der Nahe des Mull of Kintyre 1966 die High Park Farm in Argyllshire auf der Halbinsel Kintyre gekauft hatte, in den 1970er Jahren mit Linda McCartney die Farm bewohnte und deren Band Wings das dort aufgenommene Musikstück Mull of Kintyre veröffentlichte.
Der Mull-of-Kintyre-Test war angeblich bis 2003 eine inoffizielle Faustregel der britischen Filmzensur. Danach durfte in einem Film keine Erektion zu sehen sein, bei der ein Penis einen höheren Winkel zur Senkrechten bildete als die (auf einer Landkarte penisähnlich aussehende) Kintyre-Halbinsel zum schottischen Festland. Eine Sprecherin des BBFC bestritt im Jahr 2000 die Existenz dieser Richtlinie und bezeichnete sie als eine „moderne Sage“.

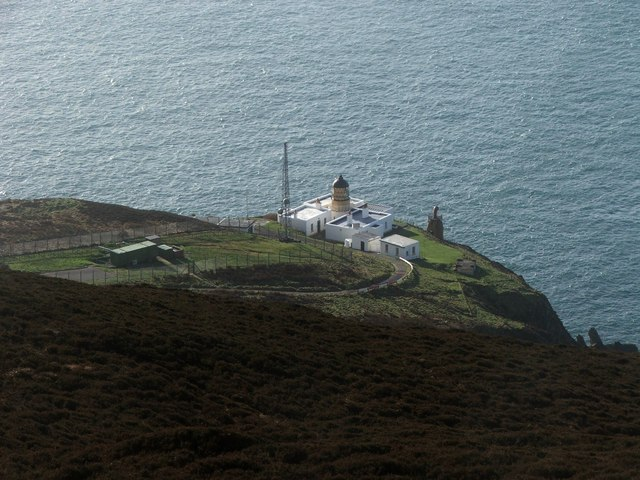
Der Leuchtturm Mull of Kintyre Lighthouse
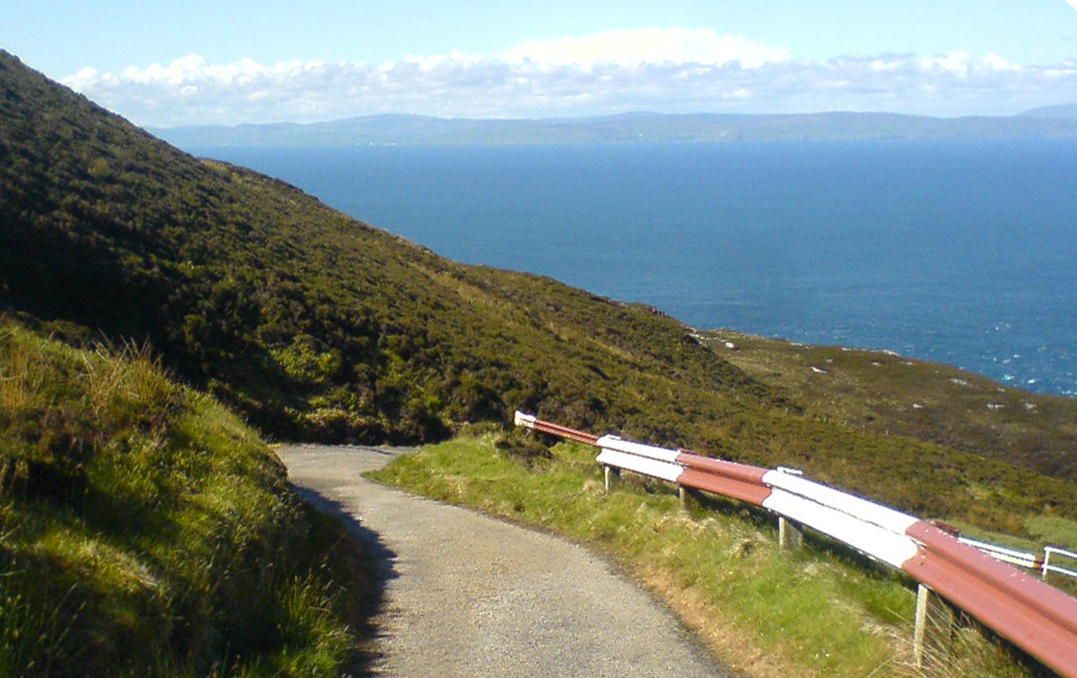
Mull of Kintyre im Vordergrund, der Nordkanal (Straits of Moyle) und im Hintergrund die Küste von Nordirland